# Scoparia metaleucalis
Scoparia metaleucalis là một loài bướm đêm trong họ Crambidae.